# 7 (албум)
Вижте пояснителната страница за други значения на 7.
„7“ е третият музикален албум на британската ска/поп група Меднес, издаден през 1981 г.

## Песни
1. „Cardiac Arrest“ (Smyth/Foreman)
2. „Shut Up“ (McPherson/Foreman)
3. „Sign of the Times“ (McPherson/Barson)
4. „Missing You“ (McPherson/Barson)
5. „Mrs. Hutchinson“ (Barson)
6. „Tomorrow's Dream“ (Thompson/Barson)
7. „Grey Day“ (Barson)
8. „Pac-A-Mac“ (Thompson/Barson)
9. „Promises Promises“ (Thompson/Barson)
10. „Benny Bullfrog“ (Thompson/Foreman)
11. „When Dawn Arrives“ (Thompson/Barson)
12. „The Opium Eaters“ (Barson)
13. „Day on the Town“ (McPherson/Foreman)